# Sedm nebeských paláců
Sedm nebeských paláců (The Seven Heavenly Palaces (anglicky), I Sette Palazzi Celesti (italsky)) je soubor sedmi plastik německého sochaře Anselma Kiefra.
Původně vznikly v Kieferově ateliéru ve francouzské obci Barjac v departmentu Gard. Plastiky byly dále vystaveny v Londýně v roce 2007 na nádvoří Royal Academy of Arts
Od roku 2015 jsou plastiky trvale umístěny ve výstavním prostoru Pirelli HangarBicocca v Miláně spolu s pěti Kiefrovými vekoformátovými plátny.

## Popis

### Plastiky (věže)
1. Sefiroth
2. Melancholia
3. Ararat
4. Line di Campo Magnetico
5. JH&WH
6. JH&WH
7. Torre dei Quadri Cadenti[3]

### Obrazy
- A Jaipur, 2009, olej, emulze, akryl, šelak a olovo na plátně, 660x760 cm
- B Cette obscure clarté qui tombe des étoiles, 2011, olej, emulze, akryl, šelak a slunečnicová semena na plátně, 610x760 cm
- C Cette obscure clarté qui tombe des étoiles, 2011, olej, emulze, akryl, šelak a slunečnicová semena na plátně, 610x760 cm
- D Alchemie 2012, olej, emulze, akryl, šelak, slunečnicová semena a kovové objekty na plátně, 660x1140x40 cm
- E Die Deutsche Heilslinie, 2012-2013, olej, emulze, akryl, šelak, slunečnicová semena a elektrolytické usazeniny, 380x1100 cm[3]